# Gentil de Lavallade

Wappen der Gentil de Lavallade

Gentil de Lavallade ist der Name eines aus der Grafschaft Périgord stammenden Adelsgeschlechts, das seit 1890 als „von Gentil de Lavallade“ auch dem deutschen Adel zugehört.

## Geschichte
Die Stammreihe des Geschlechts beginnt zum Ende des 15. Jahrhunderts mit Jehan Gentils († 1537), Landvogt (Viguer) von St. Yrieix in der Provinz Limousin. Im Dezember 1515 erhielt dessen Enkel, Hélie Gentils, Seigneur de la Jonchapt, du Mas in Lyon den französischen Adelstitel. Im 17. Jahrhundert existiert die Schreibweise de la Vallade Gentil.
Die preußische Anerkennung der Berechtigung zur Führung des Namens „von Gentil de Lavallade“ wurde durch Attest des königlichen Heroldsamts von 23. März 1890 dem Königlich preußischen Major Gottfried Karl Wilhelm Feodor Gentil von Lavallade erteilt. Mitglied beim Verein Herold zu Berlin wurde er 1892. Sein Eintritt in den Johanniterorden erfolgte bereits ebenso 1892, hier aber in die Brandenburgische Provinzialgenossenschaft der Kongregation. Der Eintrag in das sächsische Adelsbuch erfolgte am 12. November 1903 unter der Nr. 41.

## Wappen
Das Wappen von 1515 zeigt in Blau einen goldenen Sparren, begleitet von drei (2:1) goldenen Katharinenrädern, vor dem Ganzen ein aufgerichtetes blankes Schwert. Auf dem gekrönten Helm mit blau-goldenen Decken drei (gold, blau, goldene) Straußenfedern, vor der mittleren ein aufgerichtetes blankes Schwert.

## Personen
- François de Gentil de Lavallade (1760–1813), Kaiserlich französischer Intendanturbeamter
- Wilhelm François Deocar Gentil von Lavallade (1812–1883) Hofschauspieler und Regisseur des Königlichen Schauspiels in Berlin[6]
- Hulda von Lavallade (1818–1868), deutsche Theaterschauspielerin, Frau des vorgenannten